# Eccidio di Fantina
L'eccidio di Fantina ebbe luogo il 3 settembre 1862, quando il Regio Esercito arrestò un drappello di volontari, che avevano programmato di raggiungere Garibaldi in marcia su Roma e ne passò per le armi sette, in quanto disertori.

## Antefatti
Il 27 giugno 1862 Garibaldi era giunto a Palermo, accolto da una enorme folla plaudente.  Si decise, allora, a condurre una nuova spedizione, dalla Sicilia allo Stato Pontificio, per liberare Roma e renderla all'Italia. La marcia venne fermata il 29 agosto 1862, dal Regio Esercito, dopo uno scontro sull'Aspromonte (conosciuto come Giornata dell'Aspromonte).

## Gli sbandati garibaldini in Sicilia
La mobilitazione dei volontari per Garibaldi, tuttavia, era stata assai ampia. La colonna giunta in Calabria col generale era costituita solo di 3000 uomini. Molti di più si preparavano a raggiungerlo lungo il cammino. La lentezza delle comunicazioni e la incertezza delle notizie rendevano, quindi, inevitabile che vi fosse qualche strascico. Settecento volontari erano stati arrestati a Catania dal generale Ricotti che ne aveva mandati un centinaio a casa con foglio di via, oltre a questi il generale Cialdini segnalava, il 31 agosto, che «un certo maggiore Trasselli vagava alla testa di una banda la cui forza, da quanto ripetutamente dicevasi, sembrava di 800 o 900 uomini […] fu dunque mestiere di concertare la persecuzione di questa banda facendola eseguire da truppe di Catania e dalle poche di Messina».
Un decreto emesso lo stesso giorno sempre dal generale Cialdini prescriveva alle truppe di trattare «come briganti» i garibaldini che non si fossero costituiti entro cinque giorni.

## L'eccidio
La “colonna Trasselli” si trovava a corto di viveri, il 4 settembre, presso il villaggio di Fantina, piccolo centro in provincia di Messina, con l'intenzione di recarsi a Novara di Sicilia (di cui Fantina era all'epoca frazione) per consegnare le armi al sindaco di quella città e non arrendersi quindi all'autorità militare.
Il maggiore Trasselli spedì degli uomini a Novara per comprare del pane e svolgere un'azione di ricognizione con la quale verificare la presenza di reparti del Regio Esercito in zona (e infatti un battaglione di soldati governativi venne avvistato a Tripi); inoltre mise di sentinella su un picco i bersaglieri disertori presenti nella Colonna e ordinò a tutti i garibaldini di raggiungerli spedendo poi degli ufficiali a recuperare i dispersi presenti a valle, presso Fantina e la sua fiumara. Una cinquantina di volontari sfuggì però al controllo.
Il gruppetto fu sorpreso nel sonno, poco dopo mezzanotte, da una compagnia di soldati del 47º reggimento fanteria agli ordini del maggiore Giuseppe De Villata. All'atto della resa un ufficiale, a nome del comandante, dichiaro che: «… se in mezzo a voi si celano dei disertori, si facciano innanzi. Il re li perdona e li lascerà immediatamente raggiungere i loro corpi».
I sette che si presentarono furono circondati da un drappello armato e interrogati da un ufficiale; mentre ciò avveniva giunse il De Villata che comunicò che i disertori sarebbero stati immediatamente passati per le armi.
Ai condannati non fu concesso di scrivere alle famiglie. L'elenco completo di coloro che furono passati per le armi è il seguente:
- Giovanni Balestra, nato a Roma nel 1841, bersagliere
- Costante (Costantino) Bianchi, di Graffignana (oggi provincia di Lodi), sergente del 25º battaglione bersaglieri
- Giovanni Botteri, nato a Parma il 9 aprile 1841, combattente del 1859 e del 1860. Passato dall'Esercito alla spedizione garibaldina
- Giovanni Cerretti, nato a Trecenta (provincia di Rovigo) il 13 gennaio 1845, bersagliere del 25º battaglione bersaglieri
- Barnaba della Momma, nato a Roma, bersagliere del 25º battaglione bersaglieri
- Ulisse Grazioli, di Parma
- Ernesto Pensieri, anch'egli di Parma.[7]

In realtà gli ultimi due non appartenevano al Regio Esercito e chiesero, invano, di ritirarsi.
Secondo altre fonti era presente un'ottava persona, identificata con Pietro Castagna (ex frate di Verona e reduce dai Mille che avrebbe in seguito raccontato la sua avventura al giornale di Brescia il Fascio della Democrazia) che si sarebbe salvato buttandosi a terra appena prima degli spari e fingendosi morto, riuscendo così a scappare la mattina dopo, guadagnandosi il soprannome di "fucilato di Fantina" e morendo a Verona nel 1903.
Anche riguardo al Botteri si disse che, ferito nella fucilazione, si sarebbe svegliato l'indomani mattina venendo però trucidato per ordine del Villata.
Questi ultimi avvenimenti sono però smentiti dalla deposizione prestata davanti alla giunta di Novara da un fantinese, Antonio Milici, che al riguardo dichiarò che alla fucilazione vi furono «quattro morti e tre semivivi», questi ultimi ricevettero subito il colpo di grazia per ordine del comandante De Villata.
Oltre ai sette si sarebbe fatto avanti Augusto Ceresini che, dopo la notizia della fucilazione, si sarebbe salvato perché disse: «Io non sono soldato, sono un vivandiere dei bersaglieri, e li seguitava vendendo acquavite e sigari per guadagnarmi un pezzo di pane»; egli non venne quindi mai incluso tra i sette condannati a morte.

In onore dei sette caduti una lapide venne posta, il 1º settembre 2002 (140º anniversario dell'eccidio), presso il luogo dove avvenne la fucilazione; la lapide riporta la seguente iscrizione:

## Le polemiche politiche
Ancor oggi alcuni storici riprendono le polemiche mazziniane dell'epoca, parlando di barbaro eccidio.  E certamente non si trattò di un atto generoso, umano o lungimirante.
Il governo ebbe facile gioco a sostenere che vigeva in Sicilia lo Stato d'assedio, proclamato in agosto proprio per fermare il Garibaldi.
Ma meno generoso ancora è il commento, ancor oggi ripreso, che la causa della brutalità fu la circostanza che tra i regolari vi fossero ex ufficiali e soldati borbonici, i quali avrebbero profittato delle circostanze per trattare, di nuovo, i garibaldini come nemici.  A quei giorni appartenne, in effetti, il grido: “al sessanta tu ed al sessantadue noi!”.
Tale commento, in effetti, riprende tutta un filone polemico mazziniano che condannava la integrazione dei soldati ex-borbonici nell'Esercito italiano, come se si trattasse, "en bloc", di fedeli servitori di Francesco II delle Due Sicilie e non di italiani, come tutti gli altri.
Anche qui, invece, traspare l'ambiguità con la quale, in quegli affannosi anni, ressero le sorti del Paese gli uomini della destra storica e la monarchia. Dopo aver osteggiato segretamente la spedizione dei Mille, non paghi della repressione effettuata in Aspromonte, essi diedero ordine di agire con la massima durezza verso tutti i volontari che, pur provenendo dalle file dell'esercito "regolare" avevano anteposto la fede mazziniana repubblicana e la fedeltà a Garibaldi alla volontà di potere del nuovo Re d'Italia.